# Andrew Huxley
Sir Andrew Fielding Huxley (Hampstead, 22 novembre 1917 – Grantchester, 30 maggio 2012) è stato un fisiologo e biofisico inglese.
Membro della Royal Society dal 1955, Huxley vinse nel 1963 il  Premio Nobel in Fisiologia o Medicina, insieme a Alan Lloyd Hodgkin, per le sue ricerche sulle basi della conduzione del potenziale d'azione nei nervi, condividendolo con John Carew Eccles.

## Biografia
Nato nel 1917 da Leonard Huxley e Rosalind Bruce, e pertanto fratellastro del biologo Julian e dello scrittore Aldous - nonché nipote del naturalista Thomas -, Andrew Huxley studiò al Trinity College di Cambridge. Nel 1947 sposò Richenda Gammell Pease, figlia del genetista Michael Pease.
Negli anni quaranta, eseguì con Hodgkin una serie di esperimenti sugli assoni giganti di calamaro, allo scopo di misurare i cambiamenti del potenziale d'azione durante la trasmissione nervosa. Il loro pionieristico esperimento, che sfruttò l'allora innovativa tecnica del voltage clamp, permise di stabilire che, durante la trasmissione dell'impulso nervoso, il potenziale di membrana non viene ad annullarsi (come era creduto fino ad allora) bensì cambia di segno. Questa importante scoperta, corredata da tutta una serie di modelli matematici che permisero alla coppia di ricercatori anche di misurare l'entità del potenziale di membrana, e soprattutto le sue variazioni nel tempo, venne pubblicata nel 1952 e passò alla storia della fisiologia come modello di Hodgkin-Huxley. I due condivisero nel 1963 il premio Nobel per i loro studi, insieme a John Carew Eccles.
Huxley continuò i suoi esperimenti di fisiologia al Trinity College fino al 1960, anno in cui gli fu affidata la direzione del Dipartimento di Fisiologia allo University College di Londra. Egli rimase comunque parte dell'organico direzionale del College di Cambridge, come "fellow" ed insegnante di fisiologia, medicina e scienze naturali.
Nel 1974 venne nominato Sir da Elisabetta II, e nel 1983 gli fu riconosciuto l'Ordine al Merito.